# Speyeria pfoutsi
Speyeria pfoutsi är en fjärilsart som beskrevs av Gunder 1933. Speyeria pfoutsi ingår i släktet Speyeria och familjen praktfjärilar. Inga underarter finns listade i Catalogue of Life.